# Фольга

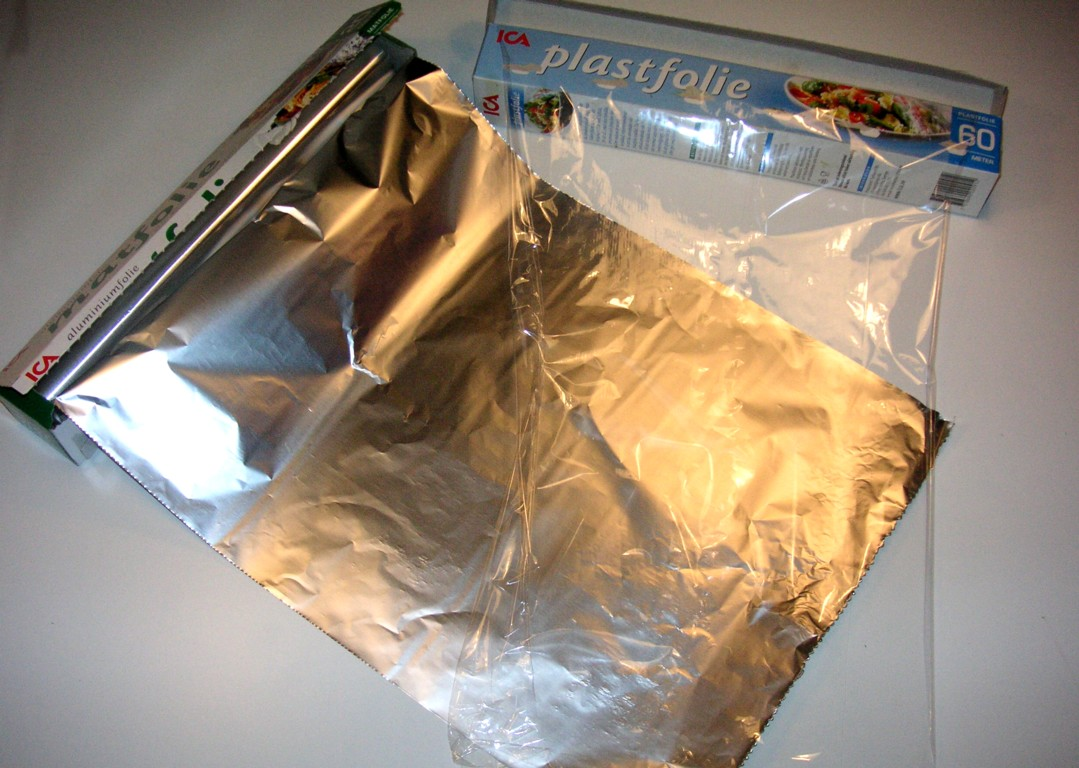
Алюмінієва фольга

Фо́льга або фольга́,  фо́лія — тонкий аркуш металу, виготовлений при розплющуванні шматка методом кування або вальцювання.

## Етимологія
Слово фольга через посередництво пол. folga походить від нім. Folie («фольга», «плівка»), де утворене лат. follium («листок»). Прикінцеве -ga з'явилося в польській під впливом омонімічного folga («полегшення»), яке теж має німецьке походження.

## Виготовлення
Фольги виготовляються з ковких металів: алюмінію, міді, олова, золота. Товщина фольги тим менша, чим більша ковкість металу. Алюмінієві фольги можуть бути товщиною 0,03 мм, золото можна розплющити до плівки в кілька атомних шарів. Дуже тонкі плівки золота називаються сухозлітним золотом, тонка олов'яна фольга — станіолем.
Фольги широко використовуються в промисловості для різноманітних цілей, зокрема у харчовій промисловості для упаковки продуктів, кондитерських виробів тощо:
- з тисненням для упаковки цукерок
- кашовану папером для сигарет
- кашовану сульфідним папером, для масла та маргарину
- Фольга, ламінована полімерними плівками з термозварювальним шаром для сметани, сиру
- для виробництва пакетів Тетра Пак
- покриття для упаковки хіміко-фармацевтичної продукції, харчових продуктів (платинки)
- виготовлення «фошок»[прояснити]
- для побутових потреб (товщина від 0,014-0,020 мм) тощо.